# Przedświt (gazetka konspiracyjna)
Przedświt – pismo konspiracyjne ukazujące się w obw. olkuskim. Wydawane przez organizację konspiracyjną „Orzeł Biały”. Ukazywało się jako tygodnik powielany od wiosny 1941 r. do 2 sierpnia 1941 r. Był kontynuacją „Wyzwolenia”. Informacje pochodziły z nasłuchu radiowego.
Członkowie redakcji to: Feliks Nawrot, Tadeusz Nawrot, Mieczysław Stabach, Józef Sygiet i Izydor Bzdęga, Alodia Nawrot-Janicka